# Joseph Nemours Pierre-Louis
Joseph Nemours Pierre-Louis (Cap-Haïtien, 24 ottobre 1900 – Port-au-Prince, 23 aprile 1966) è stato un magistrato e politico haitiano, presidente ad interim di Haiti dal 1956 al 1957. Pierre-Louis, che studiò fisica e diritto, fu inizialmente professore di fisica al Lycée Philippe Guerrier. Dopo aver lavorato come professore di diritto dal 1928 al 1937, divenne giudice del tribunale municipale di Cap-Haïtien. Divenne presidente della Corte suprema di Haiti dopo la rivoluzione del gennaio 1946, carica che mantenne fino alla sua elezione al Senato.
Dopo la scadenza del mandato presidenziale di Paul Magloire nel dicembre 1956, Pierre-Louis annunciò in un discorso radiofonico il 12 dicembre 1956 che secondo la Costituzione sarebbe diventato presidente ad interim di Haiti. Annunciò anche le elezioni per l'aprile 1957 e ordinò il rilascio dell'ex candidato presidenziale e ricco proprietario di piantagioni Louis Déjoie e di altri prigionieri politici. All'inizio di gennaio 1957 sequestrò i beni dell'ex presidente Paul Magloire. Pierre-Louis fu presidente ad interim dal 12 dicembre 1956 al 3 febbraio 1957. Fu sostituito da Franck Sylvain, che divenne presidente ad interim il 7 febbraio 1957.